# Цикл женских турниров ITF 2010 (апрель — июнь)
Цикл женских турниров ITF 2010 (англ. 2010 ITF Women's Circuit) — ежегодный женский тур профессиональных теннисистов, проводимый Международной федерацией тенниса.
Статья содержит результаты второй четверти года — с апреля по июнь.

## Расписание

### Легенда
| Призовой фонд |
| 100.000 USD   |
| 75.000 USD    |
| 50.000 USD    |
| 25.000 USD    |
| 10.000 USD    |

### Апрель
| Дата начала | Турнир                                                                                             | Чемпионки (Счёт финала)                                    | Финалистки                                  |
| ----------- | -------------------------------------------------------------------------------------------------- | ---------------------------------------------------------- | ------------------------------------------- |
| 5 апреля    | Айн-Сухна, Египет $10,000 — Грунт Турнир 2010                                                      | Марта Сироткина 6-3 6-1                                    | Екатерина Горгодзе                          |
| 5 апреля    | Айн-Сухна, Египет $10,000 — Грунт Турнир 2010                                                      | Анна Бражникова Марта Сироткина 6-3 6-3                    | Одри Берго Шанель Симмондс                  |
| 5 апреля    | Хвар, Хорватия $10,000 — Грунт Турнир 2010                                                         | Мэдэлина Гожня 6-4 6-4                                     | Эма Бургич                                  |
| 5 апреля    | Хвар, Хорватия $10,000 — Грунт Турнир 2010                                                         | Марлот Медденс Николь Тейссен 6-4 6-1                      | Леони Мекель Штефани Фогт                   |
| 5 апреля    | Нинбо, Китай $10,000 — Хард Турнир 2010                                                            | Тянь Жань 6-2 6-3                                          | Чжэн Сайсай                                 |
| 5 апреля    | Нинбо, Китай $10,000 — Хард Турнир 2010                                                            | Ван Яфань Ян Чжаосюань 1-6 6-2 [10-4]                      | Лу Цзясян Ян Цзыцзюнь                       |
| 5 апреля    | Чивитавеккья, Италия $25,000 — Грунт Турнир 2010                                                   | Рената Ворачова 6-3 6-3                                    | Анна Флорис                                 |
| 5 апреля    | Чивитавеккья, Италия $25,000 — Грунт Турнир 2010                                                   | Дарья Кустова Рената Ворачова 7-5 7-5                      | Марет Ани Ирина Бурячок                     |
| 5 апреля    | Инчхон, Южная Корея $25,000 — Хард Турнир 2010                                                     | Ли Джин А 6-4 6-2                                          | Ирина-Камелия Бегу                          |
| 5 апреля    | Инчхон, Южная Корея $25,000 — Хард Турнир 2010                                                     | Ирина-Камелия Бегу Эрика Сэма 6-0 7-6(8)                   | Мисаки Дои Дзюнри Намигата                  |
| 5 апреля    | Джексон, США $25,000 — Хард Турнир 2010                                                            | Мирьяна Лучич 7-5 6-3                                      | Джейми Хэмптон                              |
| 5 апреля    | Джексон, США $25,000 — Хард Турнир 2010                                                            | Мария-Фернанда Алвес Ана-Клара Дуарте 6-4 3-6 [10-5]       | Мария Иригойен Флоренсия Молинеро           |
| 5 апреля    | Торхаут, Бельгия $50,000 — Хард(i) Турнир 2010                                                     | Мона Бартель 2-6 6-4 6-2                                   | Ребекка Марино                              |
| 5 апреля    | Торхаут, Бельгия $50,000 — Хард(i) Турнир 2010                                                     | Мона Бартель Юстина Оцга 7-5 6-2                           | Гана Бирнерова Екатерина Бычкова            |
| 12 апреля   | Астана, Казахстан $10,000 — Хард Турнир 2010                                                       | Манана Шапакидзе 6-7(4) 6-1 6-4                            | Дарья Кучмина                               |
| 12 апреля   | Астана, Казахстан $10,000 — Хард Турнир 2010                                                       | Евгения Пашкова Мария Жаркова 6-0 6-1                      | Александра Артамонова Кристина Казимова     |
| 12 апреля   | Бол, Хорватия $10,000 — Грунт Турнир 2010                                                          | Дияна Бановец 6-3 7-6(5)                                   | Синди Шала                                  |
| 12 апреля   | Бол, Хорватия $10,000 — Грунт Турнир 2010                                                          | Александра Каданцу Александра Дамаскин 6-2 1-6 [10-5]      | Шанталь Шкамлова Романа Табакова            |
| 12 апреля   | Сан-Северо, Италия $10,000 — Грунт Турнир 2010                                                     | Милана Шпремо 2-6 6-3 7-5                                  | Эрика Дзанкетта                             |
| 12 апреля   | Сан-Северо, Италия $10,000 — Грунт Турнир 2010                                                     | Джола Барбьери Анастасия Гримальская 4-6 6-2 [11-9]        | Карина Пимкина Марина Шамайко               |
| 12 апреля   | Каир, Египет $25,000 — Грунт Турнир 2010                                                           | Рената Ворачова 6-3 6-4                                    | Одри Берго                                  |
| 12 апреля   | Каир, Египет $25,000 — Грунт Турнир 2010                                                           | Ева Бирнерова Рената Ворачова 7-6(4) 6-4                   | Ксения Милевская Ленка Винерова             |
| 12 апреля   | Кимхэ, Южная Корея $25,000 — Хард Турнир 2010                                                      | Чжань Юнжань 6-2 6-1                                       | Ирэна Павлович                              |
| 12 апреля   | Кимхэ, Южная Корея $25,000 — Хард Турнир 2010                                                      | Чан Гён Ми Ли Джин А 1-6 6-4 [10-8]                        | Мисаки Дои Дзюнри Намигата                  |
| 12 апреля   | Оспри, США $25,000 — Грунт Турнир 2010                                                             | Джейми Хэмптон 6-1 6-3                                     | Флоренсия Молинеро                          |
| 12 апреля   | Оспри, США $25,000 — Грунт Турнир 2010                                                             | Мария Иригойен Флоренсия Молинеро 6-1 7-6(3)               | Мэдисон Бренгл Эйжа Мухаммад                |
| 12 апреля   | Тессендерло, Бельгия $25,000 — Грунт Турнир 2010                                                   | Никола Гойер 4-6 6-2 6-3                                   | Ромина Опранди                              |
| 12 апреля   | Тессендерло, Бельгия $25,000 — Грунт Турнир 2010                                                   | Магдалена Кищинска Эмма Лайне 6-4 6-1                      | Ольга Брозда Барбара Собашкевич             |
| 12 апреля   | Soweto Open Йоханнесбург, ЮАР $100,000 — Хард Турнир 2010                                          | Нина Братчикова 7-5 7-6(4)                                 | Тамарин Танасугарн                          |
| 12 апреля   | Soweto Open Йоханнесбург, ЮАР $100,000 — Хард Турнир 2010                                          | Виталия Дьяченко Эйрини Георгату 6-3 5-7 [16-14]           | Марина Эракович Тамарин Танасугарн          |
| 19 апреля   | Алма-Ата, Казахстан $10,000 — Хард Турнир 2010                                                     | Ксения Палкина 7-5 4-6 6-4                                 | Евгения Пашкова                             |
| 19 апреля   | Алма-Ата, Казахстан $10,000 — Хард Турнир 2010                                                     | Евгения Пашкова Мария Жаркова 3-6 7-6(9) [10-7]            | Ксения Палкина Анастасия Пренко             |
| 19 апреля   | Миэ, Япония $10,000 — Ковёр Турнир 2010                                                            | Сатиэ Исидзу 6-0 6-4                                       | Юми Накано                                  |
| 19 апреля   | Миэ, Япония $10,000 — Ковёр Турнир 2010                                                            | Юрина Косино Мики Миямура 6-4 7-6(7)                       | Мияби Иноуэ Айко Ёситоми                    |
| 19 апреля   | Шибеник, Хорватия $10,000 — Грунт Турнир 2010                                                      | Мэдэлина Гожня 6-2 6-1                                     | Конни Перрен                                |
| 19 апреля   | Шибеник, Хорватия $10,000 — Грунт Турнир 2010                                                      | Александра Каданцу Далия Зафирова 6-2 6-3                  | Мария Абрамович Мэдэлина Гожня              |
| 19 апреля   | Торренте, Испания $10,000 — Грунт Турнир 2010                                                      | Моника Пуиг 3-6 6-1 6-2                                    | Нанули Пипия                                |
| 19 апреля   | Торренте, Испания $10,000 — Грунт Турнир 2010                                                      | Бенедетта Давато Евгения Криворучко Без игры               | Нурия Паррисас-Диас Шейла Солсона-Каркасона |
| 19 апреля   | Бари, Италия $25,000 — Грунт Турнир 2010                                                           | Зузана Кучова 6-4 6-2                                      | Зузана Ондрашкова                           |
| 19 апреля   | Бари, Италия $25,000 — Грунт Турнир 2010                                                           | Ирина Бурячок Анастасия Пивоварова 6-7(3) 6-4 [10-4]       | Джулия Гатто-Монтиконе Федерика Кверча      |
| 19 апреля   | Чханвон, Южная Корея $25,000 — Хард Турнир 2010                                                    | Ли Джин А 3-6 6-4 6-2                                      | Сюй Ифань                                   |
| 19 апреля   | Чханвон, Южная Корея $25,000 — Хард Турнир 2010                                                    | Чан Гён Ми Ли Джин А 5-7 6-3 [10-8]                        | Мисаки Дои Дзюнри Намигата                  |
| 19 апреля   | Поса-Рика-де-Идальго, Мексика $25,000 — Хард Турнир 2010                                           | Лорен Альбанезе 6-4 6-1                                    | Джулия Коэн                                 |
| 19 апреля   | Поса-Рика-де-Идальго, Мексика $25,000 — Хард Турнир 2010                                           | Лорен Альбанезе Джулия Коэн 6-3 7-6(6)                     | Макол Харкинс Вивиан Сеньини                |
| 19 апреля   | Дотан, США $50,000 — Грунт Турнир 2010                                                             | Эдина Галловиц 6-1 6-4                                     | Анастасия Екимова                           |
| 19 апреля   | Дотан, США $50,000 — Грунт Турнир 2010                                                             | Алина Жидкова Анастасия Екимова 6-4 6-2                    | Мария Иригойен Теодора Мирчич               |
| 26 апреля   | Анталья, Турция $10,000 — Грунт Турнир 2010                                                        | Унс Джабир 2-1 — отказ                                     | Сандра Заневская                            |
| 26 апреля   | Анталья, Турция $10,000 — Грунт Турнир 2010                                                        | Пемра Озген Сандра Заневская 6-1 6-2                       | Индире Акики Мартина Кубичикова             |
| 26 апреля   | Борнмут, Великобритания $10,000 — Грунт Турнир 2010                                                | Романа Табакова 6-1 6-7(7) 7-6(7)                          | Лиза Вайбурн                                |
| 26 апреля   | Борнмут, Великобритания $10,000 — Грунт Турнир 2010                                                | Аличе Балдуччи Мартина Качотти 6-4 6-3                     | Александра Канниццаро Джессика Рен          |
| 26 апреля   | Вик, Испания $10,000 — Грунт Турнир 2010                                                           | Исабель Раписарда-Кальво 6-3 7-5                           | Лаура Апаоласа-Мирадевилья                  |
| 26 апреля   | Вик, Испания $10,000 — Грунт Турнир 2010                                                           | Михаэла Бузарнеску Кристина-Мадалина Станку 7-5 3-6 [10-7] | Ольга Брозда Барбара Собашкевич             |
| 26 апреля   | Брешиа, Италия $25,000 — Грунт Турнир 2010                                                         | Наоми Кавадей 6-2 6-4                                      | Андреа Главачкова                           |
| 26 апреля   | Брешиа, Италия $25,000 — Грунт Турнир 2010                                                         | Наоми Кавадей Анастасия Пивоварова 6-3 6-7(5) [10-8]       | Ирина Курьянович Валерия Савиных            |
| 26 апреля   | Кимчхон, Южная Корея $25,000 — Хард Турнир 2010                                                    | Ким На-Ри 6-4 6-3                                          | Ли Йе-Ра                                    |
| 26 апреля   | Кимчхон, Южная Корея $25,000 — Хард Турнир 2010                                                    | Чан Гён Ми Ли Джин А 7-5 6-3                               | Ким Кун-Хи Ю Мин-Хуа                        |
| 26 апреля   | Ипсвич, Австралия $25,000 — Грунт Турнир 2010                                                      | Салли Пирс 6-4 6-3                                         | Софи Летчер                                 |
| 26 апреля   | Ипсвич, Австралия $25,000 — Грунт Турнир 2010                                                      | Моэ Каватоко Мики Миямура 6-4 4-6 [10-5]                   | Изабелла Холланд Салли Пирс                 |
| 26 апреля   | Шарлотсвил, США $50,000 — Грунт Турнир 2010                                                        | Михаэлла Крайчек 6-2 6-4                                   | Лаура Зигемунд                              |
| 26 апреля   | Шарлотсвил, США $50,000 — Грунт Турнир 2010                                                        | Джулия Дитти Карли Галликсон 6-4 6-3                       | Александра Мюллер Аша Ролле                 |
| 26 апреля   | Kangaroo Cup Гифу, Япония $50,000 — Хард Турнир 2010                                               | Каролина Плишкова 6-3 3-6 6-3                              | Сунь Шэннань                                |
| 26 апреля   | Kangaroo Cup Гифу, Япония $50,000 — Хард Турнир 2010                                               | Ксения Лыкина Мелани Саут 6-3 2-6 [10-7]                   | Эрика Сэма Томоко Ёнэмура                   |
| 26 апреля   | Open GDF Suez de Cagnes-sur-Mer Alpes-Maritimes Кань-сюр-Мер, Франция $100,000 — Грунт Турнир 2010 | Кайя Канепи 6-3 6-2                                        | Маша Зец-Пешкирич                           |
| 26 апреля   | Open GDF Suez de Cagnes-sur-Mer Alpes-Maritimes Кань-сюр-Мер, Франция $100,000 — Грунт Турнир 2010 | Мервана Югич-Салкич Дарья Юрак 0-6 6-2 [10-5]              | Стефани Коэн-Алоро Кристина Младенович      |

### Май
| Дата начала | Турнир                                                                      | Чемпионки (Счёт финала)                          | Финалистки                                           |
| ----------- | --------------------------------------------------------------------------- | ------------------------------------------------ | ---------------------------------------------------- |
| 3 мая       | Бадалона, Испания $10,000 — Грунт Турнир 2010                               | Лара Арруабаррена 6-4 6-3                        | Евгения Криворучко                                   |
| 3 мая       | Бадалона, Испания $10,000 — Грунт Турнир 2010                               | Ольга Брозда Барбара Собашкевич 6-1 6-4          | Шейла Солсона-Каркасона Алина Салливан               |
| 3 мая       | Эдинбург, Великобритания $10,000 — Грунт Турнир 2010                        | Тимея Бабош 6-2 6-2                              | Тара Мур                                             |
| 3 мая       | Эдинбург, Великобритания $10,000 — Грунт Турнир 2010                        | Аманда Эллиотт Джоселин Рэй 7-6(5) 6-4           | Тимея Бабош Тара Мур                                 |
| 3 мая       | Таракан, Индонезия $10,000 — Хард Турнир 2010                               | Чжан Лин 6-3 6-4                                 | Ху Юэюэ                                              |
| 3 мая       | Таракан, Индонезия $10,000 — Хард Турнир 2010                               | Аю-Фани Дамаянти Лавиния Тананта 6-4 7-5         | Лю Ваньтин Мари Танака                               |
| 3 мая       | Висбаден, Германия $10,000 — Грунт Турнир 2010                              | Скарлетт Вернер 5-7 6-2 6-4                      | Элизе Тамаэла                                        |
| 3 мая       | Висбаден, Германия $10,000 — Грунт Турнир 2010                              | Барбара Бонич Наташа Зорич 6-2 6-2               | Кверина Лемойне Марлот Медденс                       |
| 3 мая       | Бандаберг, Австралия $25,000 — Грунт Турнир 2010                            | Нацуми Хамамура 6-0 6-4                          | Салли Пирс                                           |
| 3 мая       | Бандаберг, Австралия $25,000 — Грунт Турнир 2010                            | Мария Миркович Джессика Мур 6-3 1-6 [10-7]       | Виктория Раичич Эмелин Старр                         |
| 3 мая       | Флоренция, Италия $25,000 — Грунт Турнир 2010                               | Лиана-Габриэла Унгур 6-3 7-5                     | Полина Пехова                                        |
| 3 мая       | Флоренция, Италия $25,000 — Грунт Турнир 2010                               | Марет Ани Юлия Шруфф 6-3 6-4                     | Лу Цзинцзин Полина Пехова                            |
| 3 мая       | Харьков, Украина $25,000 — Хард Турнир 2010                                 | Чагла Бююкакчай 6-4 6-1                          | Наталья Орлова                                       |
| 3 мая       | Харьков, Украина $25,000 — Хард Турнир 2010                                 | Людмила Киченок Надежда Киченок 6-4 6-2          | Катерина Козлова Элина Свитолина                     |
| 3 мая       | Рио-де-Жанейро, Бразилия $25,000 — Грунт Турнир 2010                        | Бьянка Ботто 6-2 6-4                             | Оливия Санчес                                        |
| 3 мая       | Рио-де-Жанейро, Бразилия $25,000 — Грунт Турнир 2010                        | Бьянка Ботто Аманда Каррерас 3-6 6-4 [10-8]      | Мария-Фернанда Альварес-Теран Андрея Клепач          |
| 3 мая       | Кубок Фукуоки Фукуока, Япония $50,000 — Ковёр Турнир 2010                   | Дзюнри Намигата 6-1 6-2                          | Никола Хофманнова                                    |
| 3 мая       | Кубок Фукуоки Фукуока, Япония $50,000 — Ковёр Турнир 2010                   | Мисаки Дои Котоми Такахата 6-4 6-4               | Марина Эракович Александра Панова                    |
| 3 мая       | Индиан-Харбор-Бич, США $50,000 — Грунт Турнир 2010                          | Эдина Галловиц 2-6 6-3 6-4                       | Шелби Роджерс                                        |
| 3 мая       | Индиан-Харбор-Бич, США $50,000 — Грунт Турнир 2010                          | Кристина Фузано Кортни Нагль 6-3 7-6(4)          | Джулия Дитти Карли Галликсон                         |
| 3 мая       | Джуния, Ливан $50,000 — Грунт Турнир 2010                                   | Патриция Майр 6-3 6-7(3) 7-6(7)                  | Рената Ворачова                                      |
| 3 мая       | Джуния, Ливан $50,000 — Грунт Турнир 2010                                   | Петра Цетковская Рената Ворачова 6-4 6-2         | Ксения Милевская Леся Цуренко                        |
| 10 мая      | Тортоса, Испания $10,000 — Грунт Турнир 2010                                | Виктория Ларрьер 7-5 4-6 6-4                     | Ан-Софи Местах                                       |
| 10 мая      | Тортоса, Испания $10,000 — Грунт Турнир 2010                                | Камила Силва Августа Цыбышева 6-1 6-3            | Монсеррат Бласко-Фернандес Арабела Фернандес-Рабенер |
| 10 мая      | Казерта, Италия $25,000 — Грунт Турнир 2010                                 | Ромина Опранди 6-3 6-3                           | Слоан Стивенс                                        |
| 10 мая      | Казерта, Италия $25,000 — Грунт Турнир 2010                                 | Екатерина Деголевич Ирэна Павлович 6-3 6-3       | Николь Клерико Ребекка Марино                        |
| 10 мая      | Танджунг-Селор, Индонезия $25,000 — Хард Турнир 2010                        | Мелани Клаффнер 6-3 7-6(1)                       | Чжан Лин                                             |
| 10 мая      | Танджунг-Селор, Индонезия $25,000 — Хард Турнир 2010                        | Лю Ваньтин Чжан Лин 7-6(5) 6-3                   | Ноппаван Летчивакан Джесси Ромпис                    |
| 10 мая      | Рио-де-Жанейро, Бразилия $25,000 — Грунт Турнир 2010                        | Оливия Санчес 6-4 6-3                            | Бьянка Ботто                                         |
| 10 мая      | Рио-де-Жанейро, Бразилия $25,000 — Грунт Турнир 2010                        | Мария-Фернанда Алвес Флоренсия Молинеро 6-2 6-4  | Майлен Ору Фернанда Эрменежильду                     |
| 10 мая      | Куруме, Япония $50,000 — Ковёр Турнир 2010                                  | Кристина Плишкова 5-7 6-2 6-0                    | Каролина Плишкова                                    |
| 10 мая      | Куруме, Япония $50,000 — Ковёр Турнир 2010                                  | Сунь Шэннань Сюй Ифань 6-0 6-3                   | Каролина Плишкова Кристина Плишкова                  |
| 10 мая      | Sparta Prague Open Прага, Чехия $50,000 — Грунт Турнир 2010                 | Луция Градецкая 6-1 7-6(4)                       | Айла Томлянович                                      |
| 10 мая      | Sparta Prague Open Прага, Чехия $50,000 — Грунт Турнир 2010                 | Ксения Лыкина Маша Зец-Пешкирич 6-3 6-4          | Петра Цетковская Ева Грдинова                        |
| 10 мая      | Роли, США $50,000 — Грунт Турнир 2010                                       | Йоханна Конта 6-2 5-7 6-4                        | Линдсей Ли-Уотерс                                    |
| 10 мая      | Роли, США $50,000 — Грунт Турнир 2010                                       | Кристи Ан Николь Гиббс 6-3 6-2                   | Александра Мюллер Аша Ролле                          |
| 10 мая      | Open GDF Suez Midi-Pyrénées Сен-Годенс, Франция $50,000 — Грунт Турнир 2010 | Кайя Канепи 6-2 7-5                              | Чжан Шуай                                            |
| 10 мая      | Open GDF Suez Midi-Pyrénées Сен-Годенс, Франция $50,000 — Грунт Турнир 2010 | Стефани Форетц Клер Фёэрстен 6-2 6-4             | Ольга Савчук Анастасия Екимова                       |
| 17 мая      | Бухарест, Румыния $10,000 — Грунт Турнир 2010                               | Александра Каданцу 6-2 6-4                       | Диана Энаке                                          |
| 17 мая      | Бухарест, Румыния $10,000 — Грунт Турнир 2010                               | Лаура-Иоана Андрей Мэдэлина Гожня 6-4 3-6 [10-7] | Диана Энаке Кристина-Андрея Миту                     |
| 17 мая      | Дурбан, ЮАР $10,000 — Хард Турнир 2010                                      | Шанель Симмондс 6-1 6-4                          | Пуяшри Венкатеша                                     |
| 17 мая      | Дурбан, ЮАР $10,000 — Хард Турнир 2010                                      | Санаа Бхамбри Рушми Чакраварти 3-6 6-3 [10-4]    | Теган Эдвардс Бьянка Сванепул                        |
| 17 мая      | Салунга-Лендисвиль, США $10,000 — Хард Турнир 2010                          | Александра Мюллер 6-2 5-7 6-0                    | Кайли Макфиллипс                                     |
| 17 мая      | Салунга-Лендисвиль, США $10,000 — Хард Турнир 2010                          | Гейл Бродски Александра Мюллер 4-6 7-5 [10-2]    | Диэнн Холландс Тиффани Велфорд                       |
| 17 мая      | Риволи, Италия $10,000 — Грунт Турнир 2010                                  | Надя Лалами 6-4 6-2                              | Вердьяна Верарди                                     |
| 17 мая      | Риволи, Италия $10,000 — Грунт Турнир 2010                                  | Стефания Кьеппа Валентина Сульпицио 7-6(1) 6-1   | Стефания Фадабини Аличе Морони                       |
| 17 мая      | Сунчхан, Южная Корея $10,000 — Хард Турнир 2010                             | Ли Йе-Ра 7-5 6-1                                 | Ким На Ри                                            |
| 17 мая      | Сунчхан, Южная Корея $10,000 — Хард Турнир 2010                             | Ким Кун-Хи Ю Мин-Хва 6-7(5) 6-4 [10-4]           | Чхан Кхён-Ми Ли Йе-Ра                                |
| 17 мая      | Каруидзава, Япония $25,000 — Ковёр Турнир 2010                              | Нацуми Хамамура 6-1 6-2                          | Сюй Ифань                                            |
| 17 мая      | Каруидзава, Япония $25,000 — Ковёр Турнир 2010                              | Аюми Ока Акико Ёнэмура 7-6(1) 6-3                | Сунь Шэннань Сюй Ифань                               |
| 17 мая      | Харьков, Украина $25,000 — Грунт Турнир 2010                                | Людмила Киченок 6-2 4-6 6-1                      | Элина Свитолина                                      |
| 17 мая      | Харьков, Украина $25,000 — Грунт Турнир 2010                                | Катерина Авдиенко Ксения Милевская 6-4 6-2       | Людмила Киченок Надежда Киченок                      |
| 17 мая      | Москва, Россия $25,000 — Грунт Турнир 2010                                  | Александра Крунич 6-4 4-6 6-2                    | Наталья Рыжонкова                                    |
| 17 мая      | Москва, Россия $25,000 — Грунт Турнир 2010                                  | Анна Арина Маренко Екатерина Яковлева 6-2 6-2    | Александра Крунич Марина Шамайко                     |
| 24 мая      | Крайова, Румыния $10,000 — Грунт Турнир 2010                                | Александра Каданцу 5-7 6-3 6-0                   | Мэдэлина Гожня                                       |
| 24 мая      | Крайова, Румыния $10,000 — Грунт Турнир 2010                                | Александра Каданцу Александра Дамаскин 6-3 6-3   | Таня Германлиева Десислава Младенова                 |
| 24 мая      | Дурбан, ЮАР $10,000 — Хард Турнир 2010                                      | Шанель Симмондс 6-1 6-4                          | Даниэла Скиветти                                     |
| 24 мая      | Дурбан, ЮАР $10,000 — Хард Турнир 2010                                      | Николь Роттманн Бланка Савай 3-6 7-5 [11-9]      | Санаа Бхамбри Рушми Чакраварти                       |
| 24 мая      | Олецко, Польша $10,000 — Грунт Турнир 2010                                  | Маркелла Кук 6-3 6-3                             | Барбара Собашкевич                                   |
| 24 мая      | Олецко, Польша $10,000 — Грунт Турнир 2010                                  | Мартина Борецкая Мартина Кубичикова 6-3 6-1      | Мартина Франтова Симонка Парайова                    |
| 24 мая      | Раанана, Израиль $10,000 — Хард Турнир 2010                                 | Юлия Глушко 6-1 6-3                              | Керен Шломо                                          |
| 24 мая      | Раанана, Израиль $10,000 — Хард Турнир 2010                                 | Юлия Глушко Керен Шломо 3-6 7-6(6) [10-3]        | Ефрат Мишор Анна Рапопорт                            |
| 24 мая      | Самтер, США $10,000 — Хард Турнир 2010                                      | Елена Панджич 6-2 1-6 6-2                        | Алексис Кинг                                         |
| 24 мая      | Самтер, США $10,000 — Хард Турнир 2010                                      | Александра Мюллер Эшли Вейнхольд 6-1 6-3         | Александра Литу Николь Мелихар                       |
| 24 мая      | Веленье, Словения $10,000 — Грунт Турнир 2010                               | Штефани Фогт 6-1 6-2                             | Павла Шмидова                                        |
| 24 мая      | Веленье, Словения $10,000 — Грунт Турнир 2010                               | Алёнка Губачек Тамми Паттерсон 6-1 3-6 [10-8]    | Катерина Крамперова Павла Шмидова                    |
| 24 мая      | Коян, Южная Корея $25,000 — Хард Турнир 2010                                | Ким На-Ри 6-4 6-4                                | Ли Джин А                                            |
| 24 мая      | Коян, Южная Корея $25,000 — Хард Турнир 2010                                | Ким Кун-Хи Ю Мин-Хуа 6-4 6-4                     | Чхан Кхён-Ми Ли Джин А                               |
| 24 мая      | Градо, Италия $25,000 — Грунт Турнир 2010                                   | Анна Татишвили 6-7(3) 6-3 6-4                    | Ана Йованович                                        |
| 24 мая      | Градо, Италия $25,000 — Грунт Турнир 2010                                   | Хань Синьюнь Лу Цзинцзин 1-6 6-4 [10-8]          | Карина Пимкина Марта Сироткина                       |
| 24 мая      | Измир, Турция $25,000 — Хард Турнир 2010                                    | Тамира Пашек 6-2 6-3                             | Чагла Бююкакчай                                      |
| 24 мая      | Измир, Турция $25,000 — Хард Турнир 2010                                    | Тамира Пашек Мария-Фернанда Алвес 6-1 6-2        | Чагла Бююкакчай Пемра Озген                          |
| 24 мая      | Кусацу, Япония $25,000 — Ковёр Турнир 2010                                  | Акико Ёнэмура 6-4 7-6(4)                         | Дзюнри Намигата                                      |
| 24 мая      | Кусацу, Япония $25,000 — Ковёр Турнир 2010                                  | Кимико Иидзима Томоко Ёнэмура 6-7(5) 6-4 [10-8]  | Мая Като Аяка Маэкава                                |
| 24 мая      | Карсон, США $50,000 — Хард Турнир 2010                                      | Коко Вандевеге 6-1 6-3                           | Кристи Ан                                            |
| 24 мая      | Карсон, США $50,000 — Хард Турнир 2010                                      | Линдсей Ли-Уотерс Меган Мултон-Леви 6-1 6-2      | Кристина Фузано Кортни Нагль                         |
| 31 мая      | Бухарест, Румыния $10,000 — Грунт Турнир 2010                               | Мэдэлина Гожня 6-2 6-2                           | Бьянка Хинку                                         |
| 31 мая      | Бухарест, Румыния $10,000 — Грунт Турнир 2010                               | Лаура-Иоана Андрей Мэдэлина Гожня 6-2 6-4        | Элора Дабижа Иоана Гаспар                            |
| 31 мая      | Кантаньеде, Португалия $10,000 — Ковёр Турнир 2010                          | Шейна Макдауэлл 6-1 7-5                          | Кристина Кандлер                                     |
| 31 мая      | Кантаньеде, Португалия $10,000 — Ковёр Турнир 2010                          | Элина Гасанова Юлия Парасюк 7-6(0) 6-1           | Дарья Кирпичёва Каролина Пратс-Миллан                |
| 31 мая      | Галатина, Италия $10,000 — Грунт Турнир 2010                                | Анна Шефер 4-6 6-3 6-1                           | Лара Михел                                           |
| 31 мая      | Галатина, Италия $10,000 — Грунт Турнир 2010                                | Мартина Гледачева Лиза Сабино 6-4 6-1            | Аличе Балдуччи Франческа Палмиджано                  |
| 31 мая      | Хилтон-Хед-Айленд, США $10,000 — Хард Турнир 2010                           | Алексис Кинг 6-2 6-2                             | Жаклин Како                                          |
| 31 мая      | Хилтон-Хед-Айленд, США $10,000 — Хард Турнир 2010                           | Жаклин Како Эрика Крисан 6-1 6-4                 | Брук Болендер Лорен Херринг                          |
| 31 мая      | Коморо, Япония $10,000 — Грунт Турнир 2010                                  | Сатиэ Исидзу 6-0 6-1                             | Мияби Иноуэ                                          |
| 31 мая      | Коморо, Япония $10,000 — Грунт Турнир 2010                                  | Сюко Аояма Мая Като 2-6 6-2 [11-9]               | Ким Кун-Хи Ю Мин-Хуа                                 |
| 31 мая      | Сан-Паулу, Бразилия $10,000 — Грунт Турнир 2010                             | Наталья Росси 6-4 6-3                            | Роксана Вайсемберг                                   |
| 31 мая      | Сан-Паулу, Бразилия $10,000 — Грунт Турнир 2010                             | Екатерина Шулаева Роксана Вайсемберг 6-3 6-3     | Фернанда Фариа Паула Кристина Гонсалвес              |
| 31 мая      | Брно, Чехия $25,000 — Грунт Турнир 2010                                     | Зузана Ондрашкова 6-3 4-6 6-2                    | Кристина Кучова                                      |
| 31 мая      | Брно, Чехия $25,000 — Грунт Турнир 2010                                     | Кармен Клашка Лаура Зигемунд Без игры            | Дарья Кустова Леся Цуренко                           |
| 31 мая      | Бухара, Узбекистан $25,000 — Хард Турнир 2010                               | Эйрини Георгату 1-6 6-0 6-3                      | София Шапатава                                       |
| 31 мая      | Бухара, Узбекистан $25,000 — Хард Турнир 2010                               | Татия Микадзе София Шапатава 6-3 6-3             | Яюк Басуки Джесси Ромпис                             |
| 31 мая      | Сараево, Босния и Герцеговина $25,000 — Грунт Турнир 2010                   | Лиана-Габриэла Унгур 6-3 6-0                     | Ирэна Павлович                                       |
| 31 мая      | Сараево, Босния и Герцеговина $25,000 — Грунт Турнир 2010                   | Ирина Бурячок Ирэна Павлович 6-1 6-1             | Николь Клерико Каролина Косиньская                   |
| 31 мая      | Марибор, Словения $50,000 — Грунт Турнир 2010                               | Чжан Шуай 6-3 3-6 6-3                            | Лаура Поус-Тио                                       |
| 31 мая      | Марибор, Словения $50,000 — Грунт Турнир 2010                               | Андрея Клепач Тадея Маерич 6-3 7-6(6)            | Александра Панова Ксения Первак                      |
| 31 мая      | Ноттингем, Великобритания $50,000 — Трава Турнир 2010                       | Елена Балтача 6-2 6-2                            | Карли Галликсон                                      |
| 31 мая      | Ноттингем, Великобритания $50,000 — Трава Турнир 2010                       | Сара Борвелл Ракель Копс-Джонс 6-3 2-6 [10-7]    | Наоми Броуди Кэти О`Брайен                           |
| 31 мая      | Рим, Италия $50,000 — Грунт Турнир 2010                                     | Лурдес Домингес Лино 5-7 6-3 6-3                 | Ромина Опранди                                       |
| 31 мая      | Рим, Италия $50,000 — Грунт Турнир 2010                                     | Кристина Макхейл Оливия Роговска 6-4 6-1         | Ирина Курьянович Аранча Рус                          |

### Июнь
| Дата начала | Турнир                                                                                        | Чемпионки (Счёт финала)                                    | Финалистки                                  |
| ----------- | --------------------------------------------------------------------------------------------- | ---------------------------------------------------------- | ------------------------------------------- |
| 7 июня      | Амаранти, Португалия $10,000 — Хард Турнир 2010                                               | Мелани Глория 7-5 6-7(6) 6-0                               | Шейна Макдауэлл                             |
| 7 июня      | Амаранти, Португалия $10,000 — Хард Турнир 2010                                               | Мелани Глория Даниэлла Муньос-Гальегос 6-4 6-2             | Магали де Латтре Джада Хоппер               |
| 7 июня      | Апелдорн, Нидерланды $10,000 — Грунт Турнир 2010                                              | Ангелика ван дер Мет 7-5 6-3                               | Кики Бертенс                                |
| 7 июня      | Апелдорн, Нидерланды $10,000 — Грунт Турнир 2010                                              | Элина Буйкенс Леони Мекель 4-6 6-3 [10-4]                  | Каролина Даниэльс Нина Цандер               |
| 7 июня      | Бразилиа, Бразилия $10,000 — Грунт Турнир 2010                                                | Фернанда Фариа 6-7(5) 6-3 6-4                              | Паула Кристина Гонсалвес                    |
| 7 июня      | Бразилиа, Бразилия $10,000 — Грунт Турнир 2010                                                | Фернанда Фариа Паула Кристина Гонсалвес 6-4 6-4            | Габриэлла Барбоса-Коста Силва Наталья Ченг  |
| 7 июня      | Кордова, Аргентина $10,000 — Грунт Турнир 2010                                                | Майлен Ору 5-3 — отказ                                     | Агустина Лепоре                             |
| 7 июня      | Кордова, Аргентина $10,000 — Грунт Турнир 2010                                                | Майлен Ору Карен Эмилия Кастибланко Дуарте 6-1 6-2         | Лусиана Сарменти Эмилия Йорио               |
| 7 июня      | Яссы, Румыния $10,000 — Грунт Турнир 2010                                                     | Мэдэлина Гожня 6-2 7-5                                     | Ильинка Стойка                              |
| 7 июня      | Яссы, Румыния $10,000 — Грунт Турнир 2010                                                     | Мэдэлина Гожня Ионела-Андрея Йова 6-3 6-3                  | Фатма Аль Набхани Биляна Павлова-Димитрова  |
| 7 июня      | Токио, Япония $10,000 — Хард Турнир 2010                                                      | Сюко Аояма 7-6(3) 6-3                                      | Эрика Такао                                 |
| 7 июня      | Токио, Япония $10,000 — Хард Турнир 2010                                                      | Сюко Аояма Акари Иноуэ 7-6(3) 6-0                          | Чхан Кхён-Ми Ю Ми                           |
| 7 июня      | Будапешт, Венгрия $25,000 — Грунт Турнир 2010                                                 | Матильда Юханссон 6-7(4) 6-1 6-0                           | Тимея Бабош                                 |
| 7 июня      | Будапешт, Венгрия $25,000 — Грунт Турнир 2010                                                 | Теодора Мирчич Ленка Винерова 6-0 6-2                      | Анна Ливадару Флоренсия Молинероо           |
| 7 июня      | Кампобассо, Италия $25,000 — Грунт Турнир 2010                                                | Мария Иригойен 6-2 7-6(5)                                  | Лора Торп                                   |
| 7 июня      | Кампобассо, Италия $25,000 — Грунт Турнир 2010                                                | Юлиана Федак Анастасия Васильева 2-6 6-3 [10-7]            | Мария Иригойен Лора Торп                    |
| 7 июня      | Эль-Пасо, США $25,000 — Хард Турнир 2010                                                      | Коко Вандевеге 6-2 6-1                                     | Рёко Фуда                                   |
| 7 июня      | Эль-Пасо, США $25,000 — Хард Турнир 2010                                                      | Анджела Хейнс Аша Ролле 6-3 6-7(5) [10-7]                  | Линдсей Ли-Уотерс Эшли Вейнхольд            |
| 7 июня      | Карши, Узбекистан $25,000 — Хард Турнир 2010                                                  | Ли Джин А 6-2 1-6 6-4                                      | Сабина Шарипова                             |
| 7 июня      | Карши, Узбекистан $25,000 — Хард Турнир 2010                                                  | Натела Дзаламидзе Дарья Кучмина 6-2 2-6 [11-9]             | Ксения Милевская Анна Пивень                |
| 7 июня      | Щецин, Польша $25,000 — Грунт Турнир 2010                                                     | Магда Линетт 6-2 6-0                                       | Маргит Рюйтель                              |
| 7 июня      | Щецин, Польша $25,000 — Грунт Турнир 2010                                                     | Петра Цетковская Ева Грдинова 7-6(5) 6-3                   | Вероника Капшай Юстина Оцга                 |
| 7 июня      | Злин, Чехия $50,000 — Грунт Турнир 2010                                                       | Патриция Майр 6-1 6-2                                      | Коринна Дентони                             |
| 7 июня      | Злин, Чехия $50,000 — Грунт Турнир 2010                                                       | Ева Бирнерова Стефани Форетц 7-5 4-6 [10-6]                | Тереза Гладикова Михаэла Похабова           |
| 7 июня      | Open GDF SUEZ de Marseille Марсель, Франция $100,000 — Грунт Турнир 2010                      | Клара Закопалова 6-3 6-3                                   | Юханна Ларссон                              |
| 7 июня      | Open GDF SUEZ de Marseille Марсель, Франция $100,000 — Грунт Турнир 2010                      | Юханна Ларссон Ивонн Мойсбургер 6-4 6-2                    | Стефани Коэн-Алоро Орели Веди               |
| 14 июня     | Алкмар, Нидерланды $10,000 — Грунт Турнир 2010                                                | Маркелла Кук 6-3 6-3                                       | Ангелика ван дер Мет                        |
| 14 июня     | Алкмар, Нидерланды $10,000 — Грунт Турнир 2010                                                | Анна Арина Маренко Светлана Пироженко 6-3 6-1              | Элина Буйкенс Моника Вейнерт                |
| 14 июня     | Буэнос-Айрес, Аргентина $10,000 — Грунт Турнир 2010                                           | Майлен Ору 6-1 7-5                                         | Паула Ормаэчеа                              |
| 14 июня     | Буэнос-Айрес, Аргентина $10,000 — Грунт Турнир 2010                                           | Лусия Хара-Лосано Гваделупа Перес-Рохас 7-6(2) 1-0 — отказ | Майлен Ору Карен Эмилия Кастибланко Дуарте  |
| 14 июня     | Кёльн, Германия $10,000 — Грунт Турнир 2010                                                   | Сандра Заневская 6-4 6-4                                   | Юлия Бабилон                                |
| 14 июня     | Кёльн, Германия $10,000 — Грунт Турнир 2010                                                   | Катерина Авдиенко Пемра Озген 6-0 6-2                      | Сара Урбанек Алина Вессел                   |
| 14 июня     | Ленцерхайде, Швейцария $10,000 — Грунт Турнир 2010                                            | Таня Остертаг 3-6 7-6(7) 7-6(4)                            | Дарья Сальникова                            |
| 14 июня     | Ленцерхайде, Швейцария $10,000 — Грунт Турнир 2010                                            | Ольга Брозда Сильвия Загорская 4-6 6-1 [10-5]              | Мартина Качотти Николь Клерико              |
| 14 июня     | Монтемор-у-Нову, Португалия $10,000 — Хард Турнир 2010                                        | Магали де Латтре 3-6 6-4 6-4                               | Арабела Фернандес-Рабенер                   |
| 14 июня     | Монтемор-у-Нову, Португалия $10,000 — Хард Турнир 2010                                        | Мелани Глория Даниэла Муньос-Галлегос 7-6(3) 6-1           | Ким-Алице Грайдек Юлия Стаматова            |
| 14 июня     | Маунт-Плизант, США $10,000 — Грунт Турнир 2010                                                | Петра Рампре 6-3 6-2                                       | Лорен Дэвис                                 |
| 14 июня     | Маунт-Плизант, США $10,000 — Грунт Турнир 2010                                                | Кейтлин Кристиан Кейтлин Хуриски 6-4 6-2                   | Петра Рампре Шелби Роджерс                  |
| 14 июня     | Братислава, Словакия $25,000 — Грунт Турнир 2010                                              | Ленка Юрикова 6-2 6-1                                      | Камила Джорджи                              |
| 14 июня     | Братислава, Словакия $25,000 — Грунт Турнир 2010                                              | Катарина Кахликова Ленка Твароскова 6-4 7-6(2)             | Габриэла Дабровски Шанталь Шкамлова         |
| 14 июня     | Open GDF SUEZ Montpellier Agglomération Hérault Монпелье, Франция $25,000 — Грунт Турнир 2010 | Матильда Юханссон 5-7 6-4 6-2                              | Клэр де Губернати                           |
| 14 июня     | Open GDF SUEZ Montpellier Agglomération Hérault Монпелье, Франция $25,000 — Грунт Турнир 2010 | Лу Цзинцзин Лаура Зигемунд 6-4 6-2                         | Амандин Эсс Людмила Киченок                 |
| 14 июня     | Падуя, Италия $25,000 — Грунт Турнир 2010                                                     | Лиана-Габриэла Унгур 6-4 6-4                               | Одри Берго                                  |
| 14 июня     | Падуя, Италия $25,000 — Грунт Турнир 2010                                                     | Сандра Клеменшиц Андрея Клепач 4-6 6-4 [10-5]              | Клаудиа Джовине Валентина Сульпицио         |
| 21 июня     | Алкобаса, Португалия $10,000 — Хард Турнир 2010                                               | Магали де Латтре 2-6 6-3 6-3                               | Шейна Макдауэлл                             |
| 21 июня     | Алкобаса, Португалия $10,000 — Хард Турнир 2010                                               | Анна Фицпатрик Джада Уиндли 6-2 6-1                        | Мелани Глория Даниэла Муньос Гальегос       |
| 21 июня     | Буэнос-Айрес, Аргентина $10,000 — Грунт Турнир 2010                                           | Паула Ормаэчеа 6-2 6-2                                     | Лусия Хара-Лосано                           |
| 21 июня     | Буэнос-Айрес, Аргентина $10,000 — Грунт Турнир 2010                                           | Лусиана Сарменти Эмилия Йорио 6-3 6-7(2) [10-8]            | Татьяна Буа Карен Эмилия Кастибланко Дуарте |
| 21 июня     | Кливленд, США $10,000 — Грунт Турнир 2010                                                     | Мэдисон Киз 6-2 6-4                                        | Пиа Суомалайнен                             |
| 21 июня     | Кливленд, США $10,000 — Грунт Турнир 2010                                                     | Саназ Маранд Кейтлин Хуриски 6-1 6-2                       | Эмили Джей Харман Элеонора Питерс           |
| 21 июня     | Давос, Швейцария $10,000 — Грунт Турнир 2010                                                  | Мириам Казанова 6-3 4-6 6-4                                | Виктория Каменская                          |
| 21 июня     | Давос, Швейцария $10,000 — Грунт Турнир 2010                                                  | Аманда Эллиотт Эмилин Старр 6-1 6-2                        | Сара Мундир Амра Садикович                  |
| 21 июня     | Гёусдал, Норвегия $10,000 — Хард Турнир 2010                                                  | Виктория Ларрьер 6-1 6-2                                   | Карен Барбат                                |
| 21 июня     | Гёусдал, Норвегия $10,000 — Хард Турнир 2010                                                  | Малу Эйдесгард Зузана Лингова 6-2 6-3                      | Карина Исаян Анастасия Мухаметова           |
| 21 июня     | Роттердам, Нидерланды $10,000 — Грунт Турнир 2010                                             | Кики Бертенс 6-4 6-2                                       | Даниэлла Хармсен                            |
| 21 июня     | Роттердам, Нидерланды $10,000 — Грунт Турнир 2010                                             | Ивета Герлова Яна Яндова 6-4 4-6 [10-5]                    | Анна Арина Маренко Екатерина Яковлева       |
| 21 июня     | Гечо, Испания $25,000 — Грунт Турнир 2010                                                     | Сильвия Солер-Эспиноса 6-2 6-1                             | Сара Гронерт                                |
| 21 июня     | Гечо, Испания $25,000 — Грунт Турнир 2010                                                     | Сандра Клеменшиц Андрея Клепач 6-0 6-0                     | Лу Цзинцзин Лаура Зигемунд                  |
| 21 июня     | Кристинехамн, Швеция $25,000 — Грунт Турнир 2010                                              | Ленка Винерова 6-2 3-6 7-6(2)                              | Жаклин Како                                 |
| 21 июня     | Кристинехамн, Швеция $25,000 — Грунт Турнир 2010                                              | Мервана Югич-Салкич Эмма Лайне 6-2 6-3                     | Юлия Глушко Пемра Озген                     |
| 21 июня     | Перигё, Франция $25,000 — Грунт Турнир 2010                                                   | Петра Цетковская 2-6 6-1 6-1                               | Маргалита Чахнашвили                        |
| 21 июня     | Перигё, Франция $25,000 — Грунт Турнир 2010                                                   | Элизе Тамаэла Скарлетт Вернер 6-2 6-1                      | Людмила Киченок Надежда Киченок             |
| 21 июня     | Рим, Италия $25,000 — Грунт Турнир 2010                                                       | Патриция Майр 7-6(2) 6-4                                   | Зарина Дияс                                 |
| 21 июня     | Рим, Италия $25,000 — Грунт Турнир 2010                                                       | Софи Фергюсон Труди Мусгрейв 6-0 6-3                       | Клаудиа Джовине Валентина Сульпицио         |
| 21 июня     | Бостон, США $50,000 — Хард Турнир 2010                                                        | Джейми Хэмптон 6-2 6-1                                     | Мэдисон Бренгл                              |
| 21 июня     | Бостон, США $50,000 — Хард Турнир 2010                                                        | Кимберли Куц Татьяна Лужанская 6-4 3-6 [10-8]              | Линдсей Ли-Уотерс Меган Мултон-Леви         |
| 28 июня     | Кремона, Италия $10,000 — Грунт Турнир 2010                                                   | Раффаэлла Бинди 6-4 6-1                                    | Сандра Солер-Сола                           |
| 28 июня     | Кремона, Италия $10,000 — Грунт Турнир 2010                                                   | Лиза Сабино Андрея-Роксана Вайдяну 6-4 7-5                 | Стефания Фадабини Аличе Морони              |
| 28 июня     | Гёусдал, Норвегия $10,000 — Хард Турнир 2010                                                  | Виктория Ларрьер 6-3 6-4                                   | Гейл Бродски                                |
| 28 июня     | Гёусдал, Норвегия $10,000 — Хард Турнир 2010                                                  | Карен Барбат Михайри Браун 6-2 6-2                         | Никола Джордж Лиза Вайбурн                  |
| 28 июня     | Хэфэй, Китай $10,000 — Хард Турнир 2010                                                       | Дуань Инъин 6-3 6-4                                        | Чжэн Сайсай                                 |
| 28 июня     | Хэфэй, Китай $10,000 — Хард Турнир 2010                                                       | Тянь Жань Чжэн Сайсай 6-0 6-4                              | Бай Си Чжан Кайлинь                         |
| 28 июня     | Мелилья, Испания $10,000 — Хард Турнир 2010                                                   | Диана Стомалега 5-7 6-4 7-5                                | Даниэлла Миллс                              |
| 28 июня     | Мелилья, Испания $10,000 — Хард Турнир 2010                                                   | Галли де Ваэль Элина Гасанова 6-0 6-0                      | Ивонн Кавалье Реймерс Маргарита Лазарева    |
| 28 июня     | Нонтхабури, Таиланд $10,000 — Хард Турнир 2010                                                | Джесси Ромпис 6-2 7-5                                      | Нича Летпитаксинчай                         |
| 28 июня     | Нонтхабури, Таиланд $10,000 — Хард Турнир 2010                                                | Чэнь И Варатчая Вонгтинчай 6-2 6-2                         | Ким Кун-Хи Ю Мин-Хуа                        |
| 28 июня     | Мон-де-Марсан, Франция $25,000 — Грунт Турнир 2010                                            | Петра Цетковская 6-2 6-2                                   | Елица Костова                               |
| 28 июня     | Мон-де-Марсан, Франция $25,000 — Грунт Турнир 2010                                            | Лара Арруабаррена Инес Феррер-Суарес 6-3 6-1               | Надежда Киченок Констанс Сибиль             |
| 28 июня     | Штутгарт, Германия $25,000 — Грунт Турнир 2010                                                | Мэнди Минелла 6-4 6-2                                      | Элизе Тамаэла                               |
| 28 июня     | Штутгарт, Германия $25,000 — Грунт Турнир 2010                                                | Мэнди Минелла Ирэна Павлович 6-3 6-4                       | Магдалена Кищинска Эрика Сэма               |
| 28 июня     | Торунь, Польша $25,000 — Грунт Турнир 2010                                                    | Ксения Первак 6-4 6-1                                      | Магда Линетт                                |
| 28 июня     | Торунь, Польша $25,000 — Грунт Турнир 2010                                                    | Теодора Мирчич Мария Миркович 4-6 6-2 [10-5]               | Катажина Питер Барбара Собашкевич           |
| 28 июня     | Истад, Швеция $25,000 — Грунт Турнир 2010                                                     | София Арвидссон 6-3 6-1                                    | Валерия Савиных                             |
| 28 июня     | Истад, Швеция $25,000 — Грунт Турнир 2010                                                     | Мервана Югич-Салкич Эмма Лайне 6-1 6-1                     | Татьяна Арефьева Анастасия Литовченко       |
| 28 июня     | Open Diputación Ciudad de Pozoblanco Пособланко, Испания $50,000 — Хард Турнир 2010           | Оливия Санчес 6-3 6-4                                      | Беатрис Гарсия-Видагани                     |
| 28 июня     | Open Diputación Ciudad de Pozoblanco Пособланко, Испания $50,000 — Хард Турнир 2010           | Томоко Ёнэмура Акико Ёнэмура 6-4 3-6 10-6                  | Валентина Ивахненко Катерина Козлова        |
| 28 июня     | International Country Club Кунео, Италия $100,000 — Грунт Турнир 2010                         | Ромина Опранди 6-0 6-2                                     | Полин Пармантье                             |
| 28 июня     | International Country Club Кунео, Италия $100,000 — Грунт Турнир 2010                         | Луция Градецкая Ева Бирнерова 3-6 6-4 [10-8]               | Сорана Кырстя Андрея Клепач                 |